# Lake megye (Kalifornia)
Lake (magyar: "Tó") megye az Amerikai Egyesült Államokban, azon belül Kalifornia államban található. Megyeszékhelye Lakeport. Lakosainak száma 68 163 fő (2020. április 1.). Lake megye Glenn, Napa, Mendocino, Colusa, Yolo és Sonoma megyékkel határos. Nevét a területén fekvő Tiszta tóról kapta, amely az állam legnagyobb és Észak-Amerika legrégebben kialakult édesvizű tava.

## Népesség
A megye népességének változása:
| Lakosok száma | 64 767 | 64 295 | 63 965 | 63 860 | 64 591 | 64 386 | 68 163 |
|               | 2010   | 2011   | 2012   | 2013   | 2015   | 2019   | 2020   |